# 投資銀行
投資銀行（、英: investment bank）とは、主に大口の個人や法人顧客に代わって金融取引を行う、コンサルティング業務をベースとした金融サービス企業または事業構造である。伝統的に企業向け金融業務と関連しており、そうした銀行は有価証券の引受け業務や顧客の代理人として行動することで金融資本の調達を支援することもある。投資銀行はまた、合併と買収(M&A)に携わる企業を支援しているほか、マーケットメイク、デリバティブや株式の取引、FICCサービス（債券、為替、コモディティ）といった付随サービスも提供している。大半の投資銀行は、自社の投資リサーチ事業と連携してプライム・ブローカレッジ およびアセットマネジメント部署を共同で維持管理している。投資銀行の業界は、バルジブラケット（大手層）、ミドルマーケット（中堅業種）、ブティックマーケット（専門業種）に分けられる。
投資銀行は米国で証券会社の独特な形態として発達した業態である。投資銀行は商業銀行とは異なり、預金業務を行わない。1933年のグラス・スティーガル法成立から1999年のグラム・リーチ・ブライリー法廃止まで、米国は商業銀行と投資銀行の分離を維持した。G7諸国を含む他の先進国は歴史的にそのような分離を維持していない。2010年のドッド＝フランク・ウォール街改革・消費者保護法の一部としてボルカー・ルールは商業銀行業務と投資銀行業務の制度的分離を主張している。
投資銀行業務は全て「セルサイド（売り手側）」か「バイサイド（買い手側）」に分類される。「セルサイド」には現金または他の有価証券のための有価証券取引（例えば、取引の促進、マーケットメイク）や有価証券の販売促進（例えば、引受け、調査など）が含まれる。「バイサイド」には投資サービスを購入する機関への助言提供が含まれる。プライベート・エクイティ・ファンド、ミューチュアル・ファンド、生命保険会社、ユニット・トラスト、およびヘッジファンドが、最も一般的なバイサイド実体である。
投資銀行には有価証券の引受部門など、企業の非公開情報を知り得る立場にいる部門と、投資家へのコンサルティング業務や自己勘定取引を行う営業部門等とが同一組織内に併存している。もし、これらの双方の部門の持つ情報が互いに漏れてしまってはどのような形態であれインサイダー取引を結果として行えてしまう。これを防ぐため部門相互間、特に引受部門と営業部門との間で内部情報が漏れないよう厳格に隔てる「情報の隔壁」（中国の「万里の長城」になぞらえて『チャイニーズウォール』と呼ばれる）を自主規制として設け、顧客企業の非公開情報が銀行内の他部署に漏れないよう管理体制を徹底させている。
米国で投資銀行サービスを提供する顧問業は、認可されたブローカーディーラー（いわゆる仲買業者）でなければならず、証券取引委員会(SEC)および金融取引業規制機構 (FINRA) の規制の対象となる必要がある。

## 歴史

### 黎明期
オランダ東インド会社は、社債および株式を公衆一般に対して発行した最初の会社である。それはまた最初の株式公開企業（株式会社）であり、公式の証券取引所に上場を果たした最初の企業である。また、このオランダ会社が投資銀行業務の現代的実践の基礎を築くことになった。

### 19-20世紀半ば
19世紀後半、南北戦争が終結すると米国経済は加速度的に発展し、資本家の企業買収による事業の独占が進んだ。1850年にはリーマン・ブラザーズ、1869年にはゴールドマン・サックスが創立されている。この未分化で支配的な投資銀行は1929年の世界恐慌によって注目を浴びた。その後、米国政府は企業の利益独占と金融政策・経済政策の失敗が恐慌を招くとして、銀行業務と証券業務の分離（グラス・スティーガル法）や州を越えた銀行業務の制限（マクファーデン法）などの方針を打ち出した。その結果、機関投資家による産業資金の供給や合併の仲介について、より専門性の強い投資銀行という形態の証券会社が必要とされた。第二次世界大戦が終わると米国では独占禁止法による規制が強くなり、業種の異なる企業間での買収や経営統合の動き（コングロマリット）が活発化した。

### その後の発展
長年にわたって投資銀行は変化を遂げている。証券発行の引受け、すなわち新規上場(IPO)および流通市場提供（いわゆる増資）、仲買業務、M&Aに焦点を当てた合資会社として始まり、証券リサーチ、自己勘定取引、資産運用管理（投資顧問）を含む「フルサービス」の範囲に進化していく。21世紀において、ゴールドマン・サックスやモルガン・スタンレーのような主要な独立系投資銀行のSEC提出文書には、(1)投資銀行業務（M&A、投資顧問業、証券引受）、(2)資産運用（主催する投資ファンド）、(3)投資取引および自己資金投資（ブローカーディーラー業務のことで、自己勘定取引（ディーラー取引）と仲買取引（ブローカー取引）が含まれる）という、3つの商品区分が記されている
米国では、1999年に廃止されたグラス・スティーガル法によって商業銀行業務と投資銀行業務が分離された。この廃止により、さらに広範なサービスをも提供する多くの「ユニバーサルバンク」が生み出された。そのため、多くの大手商業銀行は、買収や採用を通じて投資銀行部門を発展させてきた。主な投資銀行を有する著名な大手銀行には、JPモルガンチェース、バンク・オブ・アメリカ、シティグループ、クレディ・スイス、ドイツ銀行、UBS、バークレイズなどがある。 世界金融危機 (2007年-2010年)とその後のドッド・フランク法（2010年）の成立後、特にボルカー・ルールの自己勘定取引に対する制限をはじめとする各種規制が、特定の投資銀行業務を制限している。
証券引受けを行う従来のサービスは収益の割合としては減少している。1960年にまで遡ると、メリルリンチの収益の70％は取引手数料から得られていたが「伝統的な投資銀行業務」サービスは5％を数えるほどであった。 しかし、メリルリンチは大規模な仲介ネットワークを持つ比較的「リテール業務に焦点を絞った」企業だった。

## 組織構造

### 中核の投資銀行業務
投資銀行業務は、フロントオフィスと呼ばれる顧客窓口部門、ミドルオフィスとされるリスク管理部門、そしてバックオフィスという事務管理部門の活動に分けられる。大手サービスの投資銀行は「セルサイド」と「バイサイド」両方の全ての事業分野を提供しているが、ブティック投資銀行や小口ブローカーディーラーといった小規模のセルサイド投資会社は、各々で投資銀行業務のほか金融商品販売（セールス）や取引成立のマーケットメイク（トレーディング）あるいは市場調査（リサーチ）に重点を置いている。

#### フロントオフィス
一般的にフロントオフィスは、収益を生み出す役割として説明される。フロントオフィスには、投資銀行とマーケットという2つの主要分野がある。
- 投資銀行業務では、M&Aほか幅広い資金調達戦略について組織に助言を行う。
- マーケットは「セールスおよびトレーディング（ストラクチャリングを含む）」と「リサーチ」に分けられる。

##### コーポレート・ファイナンス
コーポレート・ファイナンスは投資銀行の一面であり、顧客が資本市場で資金調達するのを助け、合併および買収(M&A)について助言を与えることを含んでいる。これには、証券発行で投資家に出資してもらうこと、入札者との調整、合併対象と交渉することも含まれる。潜在的なM&A顧客に当銀行を売り込むため、まずは財務情報のピッチブックが作成される。売り込みが成功した場合、その銀行は顧客に取引契約（ディール）を手配する。投資銀行部門(IBD)は、一般的にインダストリ・カバレッジとプロダクト・カバレッジのグループに分けられる。インダストリ・カバレッジグループでは特定の産業、ヘルスケアや公共財政（政府）、FIG（金融機関グループ)、TMT（テクノロジー、メディア、通信）、P&E（電力とエネルギー）、消費財小売、飲食料、企業防衛、企業統治などに焦点を当てている。そして業界内にて企業との関係を維持して、銀行にビジネスを持ってくる。プロダクト・カバレッジグループは、M&A、レバレッジド・ファイナンス、公的資金調達、アセット・ファイナンスおよびリース、仕組み金融、構造改革、エクイティ（株主資本）、ハイグレード債券などの金融商品に焦点を当てており、一般的にはより複雑で専門的な顧客のニーズに応じて業界グループと連携して仕事を行う。

##### セールスとトレーディング
銀行および同顧客のために行なう、大規模投資銀行の主な職務は金融商品の売買である。マーケットメイクにて、トレーダーは各トレードでお金を稼ぐことを目標に金融商品を売買する。「セールス」とは投資銀行の営業部門を指す用語で、その主な仕事は機関投資家や富裕層の投資家に取引のアイデア（買い主リスク負担を基本に）を提案し、注文を取ってくることである。その後、営業担当者は顧客の注文を適切なトレーディングルームに伝えて、価格設定や取引実行をすることができ、特定のニーズに合った新商品構築を可能にしている。「ストラクチャリング」はデリバティブが作用するようになった比較的最近の活動であり、高度な技術力を持つ有能な従業員が、基礎となる現物有価証券よりもはるかに大きなマージンとリターンを生み出す複雑な構造の金融商品の作成に取り組んでいる。2010年に、投資銀行はヨーロッパと米国の地方自治体に複雑なデリバティブ契約を売った結果、圧力をかけられた。
ストラテジストはさまざまな市場で適用できる戦略について社内外の顧客に助言を行う。デリバティブから特定の業界に至るまで、ストラテジストはマクロ経済の情勢を十分に考慮しながら、企業および業界を数値化（クオンツ）の枠組み内に置く。この戦略はしばしば、市場における企業の展開予定や、自社所有物および資金量の観点から採用したい方向性、営業員が顧客に授ける提案、ならびにストラクチャラーが新商品を生み出す手法に影響する。銀行はまた、顧客と接触しない特別なトレーダーによって行われる自己勘定取引を通して、また「主要リスク」つまり顧客に商品を売買した後にトレーダーが請け負うリスクで自身の総エクスポージャーをヘッジしないものを通して、リスクを引き受ける。銀行は貸借対照表上に与えられたリスク量に応じて収益性の最大化を模索する。セールスとトレーディングにおける数値演算能力の必要性から、クオンツアナリストは物理学、コンピューター科学、数学および工学の博士号向けの仕事となっている。

##### リサーチ
証券リサーチ部門は企業を評定し、しばしば各社の展望レポートを「買い(buy)」「保有(hold)」「売り(sell)」の格付けで記す。一般的に投資銀行には様々な業界をカバーするセルサイド・アナリストがいる。彼らの後援するファンドや自己勘定売買の取引所はまたバイサイド・リサーチも行うであろう。リサーチ部門は収益を生み出すこともあり、生み出さないかもしれない（銀行により方針が異なるので）が、その資料はトレーディングにおけるトレーダーや、顧客にアイディアを提案する際のセールス部門の支援に使われ、顧客をカバーすることで投資銀行家を支援している。
また、銀行のセールス・トレーディング部門を通じて提案された取引アイデアを顧客が実行することで会社の収益が生まれることを期待して、リサーチ部門は外部の顧客（機関投資家や富裕層の個人など）に投資アドバイスを提供する。そのリサーチには、信用調査、債券調査、マクロ経済調査、およびクオンツ分析などが含まれ、これらはすべて顧客に助言するため内外で使用されるが、収益には直接影響しない。にもかかわらず、全てのリサーチ部門が助言および戦略に関して重要なサービスを提供している。公表された分析は有価証券のパフォーマンス（流通市場または新規株式公開）に影響を与えたり、銀行家とその法人顧客との関係に影響を及ぼす可能性があり、それゆえ銀行の収益性に影響を与えることがあるため、投資銀行と自社分析の間には潜在的な利益相反がある。 

#### ミドルオフィス
銀行のこの分野には、財務管理、内部統制（リスク管理）、および内部企業戦略が含まれる。
財務管理は、投資銀行の資金調達、資本構造管理、および流動性リスクの監視を担当している。
内部統制は会社の資本フローを追跡し分析する。財務部門は専任のトレーディング実績管理チームを介して、会社のグローバルなリスク・エクスポージャーの統制および会社の様々な事業の収益性および構造を管理するなど、重要分野に関する上級管理職の主要顧問である。アメリカやイギリスでは、会計監査人（または財務管理者）が上級職になって、最高財務責任者(CFO)に報告することが多い。

##### リスク管理
リスク管理では、相対売買や取引中に投資銀行またはその顧客が貸借対照表に織り込む市場リスクおよび信用リスクを分析する。信用リスクは、シンジケートローン、債券発行、リストラクチャリング、レバレッジド・ファイナンスといった資本市場活動に焦点を当てている。市場リスクは、VARモデルを利用してセールスとトレーディング活動の評価を行い、ポートフォリオ運用会社にヘッジファンドの解決法を提供する。その他のリスク群には、カントリーリスク、オペレーショナルリスク（金融機関が日常業務の中で抱えるリスク）、そして銀行間では存在するともしないとも限らないカウンターパーティリスクが含まれる。信用リスクの解決は資本市場取引の重要な部分で、これには債券の構造化、エグジット・ファイナンス、融資のリスケ、プロジェクト・ファイナンス、レバレッジド・バイアウト、そして時にはポートフォリオヘッジ（運用リスクを減らすための投資比率見直し）が含まれる。フロントオフィスでは、デリバティブ解決策、ポートフォリオ管理、ポートフォリオ相談、およびリスク顧問を通じて投資家に市場リスク対処のサービスを提供している。
JPモルガン・チェース、モーガン・スタンレー、ゴールドマン・サックス、バークレイズのよく知られたリスク対応グループが、企業、政府、ヘッジファンドなどの顧客のために、債券の構造化、リストラクチャリング、シンジケートローン、証券化を含む、収益を生み出す活動を行っている。JP Morgan IB Risk社は投資銀行と連携して取引の実行および投資家への助言を行っているが、その財務と運営のリスクグループは、収益を生み出さない内部のオペレーショナルリスクを管理する、ミドルオフィス機能に重点を置いている。例えば、クレジット・デフォルト・スワップは、1990年代にJPモルガンのBlythe Mastersによって考案された顧客のための有名な信用リスクヘッジ解決策である。バークレイズの投資銀行部門内のローン・リスク解決グループ およびゴールドマン・サックスの証券部門に含まれるリスク管理財務グループ は、顧客主導のフランチャイズである。ただし、オペレーショナルリスク、内部リスク管理、法的リスクなどのリスク管理グループは、 たとえ資本市場活動に直接影響を与えるディール承認の責任を同グループが負う場合でも、企業の貸借対照表リスク分析や顧客ニーズとは独立したトレード上限の割り当てなど内部の業務機能に制限されている。リスク管理は幅広い分野であり、リサーチと同様、その役割は対顧客のみならず内部的なこともありうる。
企業経営と収益戦略に取り組む内部企業戦略は、顧客に助言する企業戦略グループとは異なり、収益こそ生み出さないが投資銀行内における重要な機能的役割である。
フロントオフィスやバックオフィス内の特定デスクが内部機能に参加することもあるため、これは投資銀行内のミドルオフィス全機能の包括的な要約ではない。

#### バックオフィス
バックオフィスは、実行された取引のデータチェックを行い、それらが間違っていないことを確認し、要求された振替を処理する。多くの銀行がオペレーションを外部委託しているが、これは銀行の重要な部分である。

##### テクノロジー
全ての主要な投資銀行には、技術チームによって作成された相当量の社内ソフトウェアがあり、彼らは技術サポートも担当する。より多くのセールスやトレーディングデスクが電子取引を使うようになっているので、ここ数年でテクノロジーは大きく変化した。一部の取引は複雑なアルゴリズムによってヘッジ目的で開始される。

### その他の付随事業
- 「グローバル・トランザクション・バンキング」とは、資金管理、預託サービス、融資、および証券仲介サービスを機関に提供する部門である。 ヘッジファンドによるプライム・ブローカレッジ（英語版）は、2008年のベアー・スターンズで起きた取り付け騒ぎで見られるように、特に収益性の高い事業であり、と同時にリスクの高い事業でもある。
- 「投資管理」とは、投資家の利益のために特定の投資目標を達成するための、様々な証券（株式、債券など）および他の資産（例えば、不動産）の専門的管理である。その投資家は、機関投資家（保険会社、年金基金、企業など）であったり個人投資家（直接に投資契約を介したり、一般的にはミューチュアルファンドなどの投資信託を介して）の場合もある。投資銀行の投資管理部門は一般的に、個人資産管理と個人顧客サービスとして知られる別々のグループに分けられている。
- 「マーチャントバンキング（英語版）」は、「非常に個人的な銀行業務」と呼びうるもので、マーチャントバンクは融資よりもむしろ株式の所有権と引き換えに資本を提供し、管理および戦略についてアドバイスを提供している。マーチャントバンキングは、企業のプライベートエクイティの側面を説明する際にも使用される名称である[35]。現行の例としては、Defoe Fournier＆Cie.やJPモルガンチェースのOne Equity Partnersがある。 元のJ.P. モルガン&カンパニー、ロスチャイルド家、ベアリング家、ウォーバーグ家はすべてマーチャントバンクだった。 もともと「マーチャントバンク」は投資銀行を表すイギリス英語でもあった。

## 業界の輪郭
業界は、バルジブラケット（上位層）、ミドルマーケット（中堅企業）、およびブティック市場（専門企業）に分けられる。 ロビー活動で業界を代表し、業界標準を容易にし、そして統計を公表する様々な業界団体が世界中にある。 国際証券業協会会議(ICSA)は、事業者組合のグローバル団体である。
米国では、米国証券業金融市場協会(SIFMA)が最も重要である。 しかし、いくつかの大手投資銀行は米国銀行協会証券協会(ABASA)のメンバーであり、片や小規模投資銀行は全米投資銀行協会(NIBA)のメンバーである。
ヨーロッパでは、2007年に様々なヨーロッパの事業者組合によって証券協会の欧州フォーラムが設立された。 いくつかのヨーロッパの事業者組合（主にロンドン投資銀行協会とヨーロッパのSIFMA系列会社）は2009年11月に合併してヨーロッパ金融市場協会（AFME）を形成した。
中国（特に中国本土）の証券業界において、中国証券業協会はメンバーが主に投資銀行という自主規制団体である。

### グローバル規模と収益構成
2007年にグローバルな投資銀行業務の収益は5年連続増加となり、過去最高の840億米ドルに達し、前年比で22％増加、2003年水準の倍以上になった。 これに続く米国のサブプライムローン投資へのエクスポージャーでは多くの投資銀行が損失を被っている。2012年後半時点で、投資銀行のグローバル収益は2009年から約3分の1減少で2400億ドルと推定されており、これは企業がより少ないディールとトレードを追求したためとされる。総収益の違いは、自己勘定取引の収益を差し引くなど、投資銀行業務の収益を分類する方法が異なるためであるかもしれない。
総収益に関して、米国にある主要な独立系投資銀行のSEC提出資料は、1996年から2006年までで投資銀行業務（M&A助言サービスおよび証券引受けと定義される）がこれら銀行の総収益の約15-20％しか占めておらず、収益の大部分（ある年では60+数％）が仲介手数料および自己勘定取引を含む「トレーディング」によってもたらされたことを示している。そして自己勘定取引がこの収益の大部分を占めると推定されている。
米国は2009年には世界全体の収益の46％を生み出したが、1999年の56％からは減少した。ヨーロッパ（中東とアフリカを含む）は約3分の1、アジア諸国が残る21％を生み出した:8。投資銀行の業界は、ニューヨーク市、ロンドン市、フランクフルト、香港、東京など、少数の主要金融中心地に集中している。世界最大のバルジブラケット投資銀行とその投資運用会社の大半はニューヨークに本社を置き、他の金融中心地の重要な参加者でもある。 ロンドン市は歴史的にヨーロッパのM&A活動の中心地として貢献しており、同地域で最も資本移動と企業再編をしばしば促進してきた。一方、アジアの都市ではM&A活動のシェアが拡大している。
ロンドンの国際金融サービス協会(IFSL)が発表した推算によると、2008年の金融危機以前の10年間は、M&Aが投資銀行業務の収益の主な源泉であり、しばしば収益の40％を占めていたが、金融危機以降に減少した:9。 証券引受けの収益は30-38％の範囲で、債券引受けの収益が残りの収益を占めた:9。
収益は利益率の高い新製品投入の影響を受ける。 しかし、これらの革新的な金融商品は競合する銀行によって即座にコピーされ、しばしば取引の利幅が低下することが起こる。 例えば、債券および株式取引の仲介手数料はコモディティ事業だが、それぞれ店頭有価証券は独自に構築を行う必要があり、複雑なペイオフやリスク特性を伴う可能性があるため、ストラクチャリングおよびデリバティブ取引をすることで利益率が高くなる。成長分野の1つは、株式の私募(PIPEs)である。 そうした取引は、企業と適格投資家の間で個人的に交渉がなされている。
また銀行は債務を、特に金融危機以前のモーゲージ債務を、証券化することによって収益を得た。 投資銀行は、貸し手が社内で証券化を行っていることを懸念しており、1999年のグラス・スティーガル法廃止以降は、米国では認可された貸し手になることによって投資銀行は垂直統合を追求している。

### トップ10
詳細は投資銀行の一覧を参照
ウォール・ストリート・ジャーナル紙によると、2020年全体のM&Aアドバイザリー手数料総額では、投資銀行の上位10社は下表の通りであった。これらの会社の多くは、バルジ・ブラケット（上位層）、ミドルマーケット（中位層）、またはエリート・ブティック投資銀行（専門事業）のいずれかに属している。
| ランク | 会社                           | ティッカー | 手数料（10億ドル） |
| ------ | ------------------------------ | ---------- | ------------------ |
| 1.     | ゴールドマン・サックス         | GS         | 287.1              |
| 2.     | モルガンスタンレー             | MS         | 252.2              |
| 3.     | JPモルガン                     | JPM        | 208.1              |
| 4.     | バンクオブアメリカメリルリンチ | BAC        | 169.9              |
| 5.     | ロスチャイルド＆カンパニー     | ROTH       | 94.6               |
| 6.     | シティ                         | C          | 91.8               |
| 7.     | エバーコア                     | EVR        | 90.3               |
| 8.     | クレディ・スイス               | CS         | 90.2               |
| 9.     | バークレイズ                   | BCS        | 71.7               |
| 10.    | UBS                            | UBS        | 65.9               |

上記リストは、各銀行の顧問分野（M&A顧問、シンジケートローン、株式発行のECM業務および債券発行のDCM業務）だけのランキングであり、一般にセールス＆トレーディングおよび資産運用からの収益の大部分は含まれていない。 またM&Aと資本市場は、ウォール・ストリート・ジャーナルやブルームバーグによって報道されることも多い。
| 主要な投資収益の世界市場シェア | 主要な投資収益の世界市場シェア | 主要な投資収益の世界市場シェア | 主要な投資収益の世界市場シェア | 主要な投資収益の世界市場シェア |
| ------------------------------ | ------------------------------ | ------------------------------ | ------------------------------ | ------------------------------ |
| 機関                           |                                |                                |                                | 割合                           |
| JPモルガン・チェース           | JPモルガン・チェース           |                                | 8.1                            | 8.1                            |
| ゴールドマン・サックス         | ゴールドマン・サックス         |                                | 7.2                            | 7.2                            |
| バンク・オブ・アメリカ         | バンク・オブ・アメリカ         |                                | 6.1                            | 6.1                            |
| モルガン・スタンレー           | モルガン・スタンレー           |                                | 5.8                            | 5.8                            |
| シティグループ                 | シティグループ                 |                                | 5.3                            | 5.3                            |
| クレディ・スイス               | クレディ・スイス               |                                | 4.5                            | 4.5                            |
| バークレイズ                   | バークレイズ                   |                                | 4.3                            | 4.3                            |
| ドイツ銀行                     | ドイツ銀行                     |                                | 3.2                            | 3.2                            |
| UBS                            | UBS                            |                                | 2.2                            | 2.2                            |
| RBCキャピタル・マーケッツ      | RBCキャピタル・マーケッツ      |                                | 2.2                            | 2.2                            |
| (2017年12月時点)               |                                |                                |                                |                                |

### 日本
日本では野村證券、大和證券、日興證券などが主に投資銀行業務を担っていたが、それらの企業はメリルリンチのように個人向け有価証券売買の仲買業務の割合が大きかった。
しかし、東京オフショア市場の開設や規制緩和に伴って、大和証券と住友銀行が合弁で大和証券SMBC（三井住友フィナンシャルグループと大和証券の合弁解消により、現在は大和証券に吸収）を設立したり、当時の日興證券とトラベラーズグループ（後にシティコープと統合してシティグループ・ジャパン・ホールディングス）の合弁で同じく日興ソロモンスミスバーニー証券（現在はシティグループ証券とSMBC日興証券の投資銀行本部に分割）を設立するなどホールセール専業の本格的投資銀行が出現した。1990年代以降ゴールドマン・サックスやモルガン・スタンレーのような米系投資銀行が、高度な金融技術を武器に複雑な合併案件や巨額の資金調達の財務アドバイザーに指名されるようになった。
また、2000年に当時みずほフィナンシャルグループ傘下だった第一勧業銀行、富士銀行、日本興業銀行のそれぞれの証券子会社が合併した。この（旧）みずほ証券が法人に特化した営業を行った。2005年に三菱証券とUFJつばさ証券が合併した三菱UFJ証券（現・三菱UFJ証券ホールディングス、事業は三菱UFJモルガン・スタンレー証券が継承）や独立系の証券会社である東海東京証券が投資銀行ビジネスを拡大・注力するなど、日本でも狭義の投資銀行という業態が活躍する。
2006年、証券取引法とその他の金融商品に関する法律を合わせて抜本改正された金融商品取引法（投資サービス法も内包）が可決された。これにより、銀証分離規定が廃止され、銀行による証券業務参入と証券会社による銀行業務参入が自由化された。そして、欧州型のユニバーサルバンクへの道が開かれることになり、国内メガバンクもドイツ銀行グループやUBSのような世界的な金融グループへの発展が現実味を増している。

## 2007-08年の金融危機
世界金融危機 (2007年-2010年)は、リーマン・ブラザーズ（世界最大規模の投資銀行の1つ）の経営破綻およびメリルリンチや小規模なベア・スターンズをもっと大きな銀行に身売りする（事実上、巨大銀行が彼らを経営破綻から救った）など、幾つかの著名な投資銀行の崩壊をもたらした。多くの投資銀行を含む金融サービス業界全体が、不良資産救済プログラム(TARP)を通じた公的資金投入によって救済された。ゴールドマン・サックスやモルガン・スタンレーなど生き残っている投資銀行は、TARPの救済を受け入れるべく伝統的な銀行持株会社に転向した。国家が銀行業界を救うのも同然の状況が世界中で発生した。当初、銀行は経済を安定させて凍てついた金融市場を雪解けさせることを目的に、7000億ドルのTARPの一部を受け取っていた。 最終的に、銀行に対する納税者の援助は13兆ドル近くに達するも、その大部分は精査もあまりされずに 融資額が増えることもなく、金融市場は凍結したままだった。
この危機は、グラス・スティーガル法により課せられた規制のない投資銀行のビジネスモデルに、疑問を投げかけることとなった かつてゴールドマン・サックスの共同会長だったロバート・ルービンが、クリントン政権の一員となって銀行の規制緩和を行うと、老舗企業の引受業務で長期的な利益を追求する以前の保守主義は、より低い水準での短期的な利益に置き換えられた。以前は、企業を一般公開するには最低5年間事業継続したうえで3年連続での収益性を示す必要があったと、このガイドラインに書かれていた。規制緩和後にこれらの基準は無くなったが、小規模投資家はこの変更による全体的影響を把握していなかった。
ヘンリー・ポールソンやエド・リディのようなゴールドマンサックスの元最高経営責任者の多くは政府内で高い地位にあり、物議をかもした納税者資金による銀行救済を監督していた。米議会の監督パネル(en)より公表されたTARPの監督レポートでは、この救済が危険な行動を助長する傾向があり「市場経済の根本的な教義を腐敗」させかねないと判明した。
召喚状による強制証言の下、ゴールドマンサックスは129億ドルの納税者補助金を受け取ったことを明らかにし、そのうち43億ドルが多くの海外銀行、ヘッジファンド、年金を含む32団体に支払われていたことが判明した。同じ年に、同社は政府から100億ドルの援助を受けて数百万ドルのボーナスまで支払っており、賞与の支払総額は482億ドルだった。同様に、モルガン・スタンレーはTARP基金で100億ドルを受け取り、ボーナスに44.75億ドルを支払っていた。

## 批判
投資銀行業界および多くの個別投資銀行は、利益相反行為の認識、過大な料金パッケージ、カルテルのような寡占的行動、取引で両面（セルサイドとバイサイド）を扱うこと等、様々な理由で批判を受けている。投資銀行業務もまた、その不透明性について批判されている。

### 利益相反
利益相反は銀行の様々な部分で生じる可能性があり、評論家によると、相場操縦を潜在的に起こしかねない。米国の証券取引委員会(SEC)やイギリスの金融行動監視機構(FCA)のように投資銀行業務を規制する当局は、投資銀行業務ともう一方の株式リサーチおよびトレーディング間での情報やり取りを阻むよう、銀行側に「チャイニーズウォール」を設けることを要求している。しかしながら、批評家たちはそのような隔壁が必ずしも実際に存在するわけではないと述べている。コーポレートファイナンス専門で助言を提供する独立系顧問会社は、バルジブラケットの銀行とは異なり、自分達の助言は相反しないと主張している。
利益相反は、長らくこの業界の一部となっている投資銀行の株式リサーチ部門に関連してしばしば発生する。一般的な手法は、株式アナリストにとって収益性の高い投資銀行業務につながる関係を築くため会社のカバレッジ（いわゆる格付け）を開始することである。 1990年代、多くの株式研究者が投資銀行業務のためにポジティブな株式格付けを取引したと伝えられている。あるいは、株価が好意的に評価されなかった場合に、企業は投資銀行業務を競合他社に乗り換えると脅す可能性もある。このような行為を違法とする法律が可決され、規制当局からの圧力および一連の訴訟、和解、告発の増大が、インターネット・バブル後の2001年株式市場の崩壊に続いて、このビジネスを大幅に抑制した。
『The Greed Merchants』の著者フィリップ・オーガー(Philip Augar)はインタビューで次のように語っている。「あなた方（投資銀行）は発行側顧客と投資顧客の利益を同時に満たすことはできないのです。それは引受業務やセールスに限ったことではありません。投資銀行はこれらの証券の外側でも利益を生み出すべく自己勘定売買のオペレーションを行っています。」
投資銀行の多くはまたリテール証券会社を所有している。 1990年代に、一部のリテール証券会社は、自らの定めたリスク・プロファイルを満たさなかった消費者証券を売却した。 この行動は、公募中に株式高評価の公共認識を維持するため、投資銀行業務または余剰株式の売却すらもたらした可能性がある。
投資銀行は自身の口座で取引することに重点を置いているため、何らかの形で前倒し取引することへの誘惑が常にある。ブローカーが以前に顧客から送信された注文を約定する前に自分の口座で注文を実行し、従ってこれらの注文によって引き起こされる価格変動から利益を得るのは違法行為である。
ニューヨークタイムズ紙のウォール街ビジネスコラムニスト、ジョー・ノセラ(Joe Nocera)が入手したeToys.comのIPOに関する10年にわたる訴訟の封印文書では、ゴールドマン・サックスと他の投資銀行家によって管理されたIPOが、ゴールドマンが意図的に過小評価したIPOを買い上げることで大きな利益をあげた自分達の機関顧客からのキックバックを要求する仕組みだったと主張している。同訴訟の宣誓供述書には、将来の大人気銘柄に参加するのに必要なことだと理解していたため、顧客は喜んでこれらのキックバック要求を遵守したと書かれている。ロイター紙のウォール街記者フェリックス・サーモン(Felix Salmon)は、この件に関する以前のより融和的な声明を撤回し、この宣誓供述書は株式公開する企業とその最初の消費者株主の両方がこの慣行によって詐取されていることを示すものと信じられるとして、それがIPO金融業界全体に広がっている可能性もあると述べた。この事案は進行中であり、その主張は未証明のままである。

### 報酬
投資銀行は、業界内で働く人々に与えられる膨大な給与体系について批判されることが多い。 ブルームバーグによると、ウォール街の最大手5社は2003年から2008年にかけて30億ドル以上を自社幹部に支払っており、「一方で彼らはローンのパッケージ化および売却を取り仕切って、投資銀行システムを崩壊させる手助けをした」 とのことである。
非常に太っ腹な給与パッケージには、メリルリンチのCEOスタンリー・オニールが2008年にバンクオブアメリカに買収される前の2003-2007年までで1億7200万ドルとか、銀行が経営破綻して2008年6月にJPモルガン・チェースに売却される前にベアスターンズのCEOジェームス・ケインに対して支払われた1億6100万ドルなどが挙げられる。
そのような給与体系は米国議会で民主党員および共和党員の怒りを呼び寄せることとなり、彼らは米国政府が7000億ドルの金融救済パッケージで同業界を救済することになった2008年に、役員報酬の制限を要求した。
世界リスク管理専門家協会(GARP)の文書で、モルガン・スタンレーの副社長アーロン・ブラウン(Aaron Brown)は「人間の公平性という基準でいくと、言うまでもなく、投資銀行家は常識外れな金額を稼いでいる」 と述べている。